# Danomyia forchhammeri
Danomyia forchhammeri är en tvåvingeart som beskrevs av Jason Gilbert Hayden Londt 1993. Danomyia forchhammeri ingår i släktet Danomyia och familjen rovflugor.
Artens utbredningsområde är Botswana. Inga underarter finns listade i Catalogue of Life.